# 世界女子美式足球錦標賽
世界女子美式足球錦標賽是一項國際性的女子美式足球比賽，第一屆於2010年在瑞典舉辦。

## 歷屆賽事
| 年        | 主辦國 |        | 冠軍賽 | 冠軍賽   | 冠軍賽 |       | 季軍賽 | 季軍賽 | 季軍賽 |
| 年        | 主辦國 | 冠軍   | 比數   | 亞軍     | 季軍   | 比數  | 殿軍   |        |        |
| 2010 詳細 | 瑞典   | · 美国 | 66–0   | · 加拿大 | · 芬兰 | 26–18 | · 德国 |        |        |